# Intersezione (ferrovia)
L'intersezione ferroviaria (o incrocio, nel linguaggio della divulgazione e giornalistico) è un dispositivo dell'armamento ferroviario che permette a due binari rettilinei di incrociarsi a raso. A differenza di uno scambio, non vi è per un veicolo rotabile la possibilità di cambiare il binario di percorrenza in quanto un'intersezione non è un apparecchio di deviazione.

## Caratteristiche

### Geometria

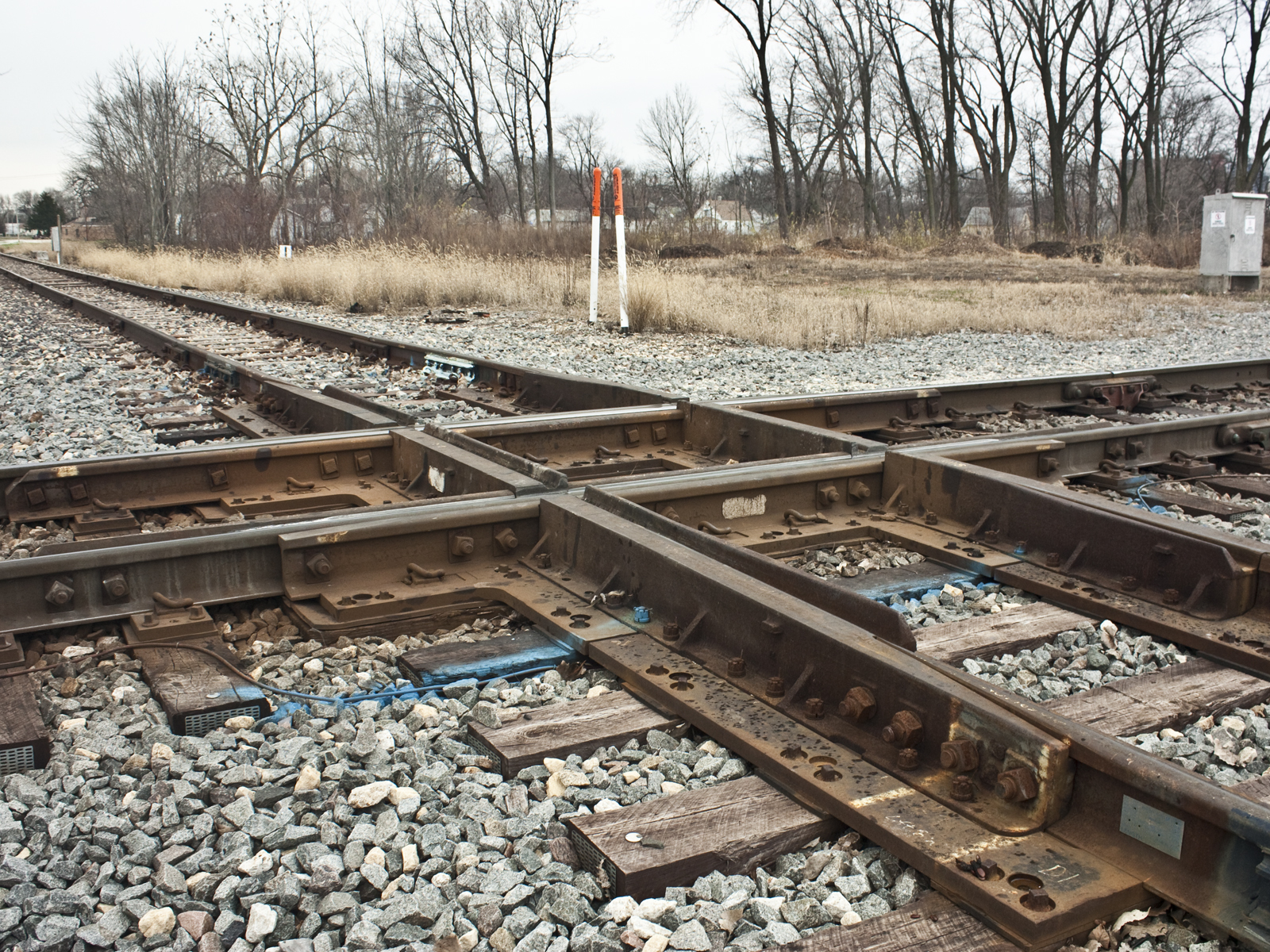
Incrocio a 90° di linee a binario unico

L'incrocio di due linee ferroviarie può avvenire con qualunque angolazione: si definisce retta se i due binari formano tra loro un angolo di 90 gradi, viceversa si definisce obliqua. L'intersezione retta è poco frequente; molto più diffusa, soprattutto nelle stazioni, è quella obliqua.

### Struttura
Per permettere il transito delle ruote nei due sensi di transito vengono fatti gli opportuni tagli sagomati delle rotaie delle due linee nel punto in cui si intersecano; se queste sono complanari verranno operati in tutto otto tagli e nel punto di contatto verranno montati quattro cuori per incrocio, chiamati, per la loro conformazione, cuori doppi. Due cuori saranno ottusi e due acuti.
Per evitare l'eccessivo indebolimento della struttura del binario, talvolta una delle due linee ferrate è fatta passare ad un livello più alto dell'altra, di quel tanto sufficiente al passaggio delle ruote dei rotabili; sarà questa soltanto, in genere la meno importante, che subirà il taglio delle rotaie. In questo caso non sarà necessario montare dei cuori per incrocio a tutto vantaggio della solidità dell'infrastruttura.
Allo scopo di assicurare la guida ai bordini delle ruote nell'attraversamento dell'intersezione, nei punti di interruzione vengono montate delle opportune controrotaie.

### Intersezione retta
Date le sue caratteristiche geometriche, è probabile che un'intersezione retta si trovi in piena linea piuttosto che in una stazione. È evidente che un incrocio di linee ferroviarie rappresenta un punto molto delicato ai fini della sicurezza della circolazione. Per tale scopo in tutte e quattro le direzioni di marcia verranno installati degli appositi segnali di protezione di 1a categoria che permetteranno il passaggio di un solo treno per volta mantenendo a via impedita (segnale rosso) il segnale dell'altra linea finché non venga liberata interamente la sezione di incrocio. Gli incroci in piena linea erano utilizzati spesso nel passato; oggi nelle moderne linee ferroviarie tale soluzione non viene più utilizzata, preferendo una più sicura intersezione a livelli sfalsati.

## Impiego
Le intersezioni, soprattutto quelle oblique, sono usualmente impiegate nelle comunicazioni doppie presenti all'interno delle stazioni ferroviarie. Per ridurre gli spazi impiegati dalle comunicazioni, invece che posizionare gli scambi in modo che essi si susseguano l'un l'altro (comunicazione a cappello di prete), si realizza una configurazione simmetrica, che necessita di un'intersezione. Il passaggio su un'intersezione rappresenta un grande stress per le ruote (a causa del salto dove manca la sezione), per cui la velocità massima consentita lungo le intersezioni è (in Italia) di quattro chilometri all'ora.

### Scambio-intersezione
Le intersezioni trovano utilizzazione anche nell'ambito delle stazioni sulle linee a doppio binario e degli scali ferroviari merci, necessarie soprattutto nelle traversate per il passaggio da un binario ad altri susseguentemente ad uno o più deviatoi; a volte vengono sostituiti da scambi inglesi, speciali deviatoi che permettono sia l'attraversamento di un binario che la manovra di deviazione.